# Давыдов, Евдоким Васильевич
Евдоки́м Васи́льевич Давы́дов (1786 — ноябрь 1843) — русский военный деятель, генерал-майор, участник войн с Наполеоном, особо отличившийся в битве при Аустерлице, младший брат поэта Дениса Давыдова.

## Биография
Евдоким Васильевич Давыдов 3-й (потом 6-й) — младший брат поэта-партизана Дениса Давыдова, был вторым сыном в семье — родился в 1786 году.
Поступив в 1801 году в Кавалергардский полк эстандарт-юнкером, он в следующем году был произведён подпоручиком в Лейб-гвардии Егерский баталион.
Переведённый снова в Кавалергардский полк корнетом 26 марта 1803 года и произведённый в 1804 году в поручики, Давыдов принял участие в кампании 1805 года. При Аустерлице, получив пять ран саблею, одну штыком и одну пулею, Давыдов был оставлен замертво на поле сражения. Пролежав до ночи, он пришёл в себя и кое-как добрёл до ближайшей деревни, занятой нашими ранеными. Спустя трое суток двое раненых кавалергардов уговорили Давыдова пойти вслед за отступавшей русской армией; на пути они были настигнуты эскадроном французских конногренадеров, отряженных для собирания раненых, и попали в плен. К счастью для Давыдова, эскадронный командир отдал его в распоряжение одного из своих офицеров, поручика Серюга, племянника министра иностранных дел Маре (герцога Бассано). Серюг принял в изнемогшем от ран и голода пленнике живейшее участие. Посадив его на лошадь, доставил Давыдова до ближайшей деревни и оттуда отправил в Брюн, где находилась главная квартира Наполеона. В лазарете Наполеон, обходя больных, спросил Давыдова: «Combien de blessures, monsieur?» (Сколько ран, мсье?) — «Sept, Sire» (Семь, ваше величество), — ответил тот. — «Autant de marques d’honneur» (Столько же знаков чести!) — сказал Бонапарт.
По возвращении из плена Давыдов был награждён золотой шпагой «За храбрость» и 1 ноября 1806 года был произведён в штабс-ротмистры. Едва оправившись от ран, он снова принял участие в борьбе с Наполеоном, участвуя с полком в кампании 1807 года. По возвращении в Россию 11 февраля 1808 года был назначен адъютантом к генерал-лейтенанту князю Горчакову и во время Финляндской кампании состоял при главной квартире графа Буксгевдена. В списке чинов, отличившихся при осаде Свеаборга, молодой штабс-ротмистр аттестован Буксгевденом как офицер, который «исправлял возложенныя на него поручения с расторопностью и оказывал неустрашимость». Посланный затем в корпус Н. Н. Раевского, действовавший на севере Финляндии, Давыдов и здесь «отличною храбростию и примерным исполнением своих обязанностей обратил на себя непосредственное внимание начальства». Находясь всегда в авангарде, он принимал участие в делах при Кушлейно, при Наухамисбо, при Куортане и получил орден Св. Владимира 4-й степени с бантом при занятии города Аленберга, «оказывая всюду примерную храбрость и примером своим воодушевляя стрелков».
В 1809 году Давыдов был произведён в ротмистры и, взяв отпуск, занялся приведением в порядок своих денежных дел. На родовом имении, которым он владел сообща с братом своим Денисом, лежал долг, сделанный их отцом и простиравшийся до 100 тысяч рублей. Как раз в это время выступили со своими требованиями кредиторы; один из них, надворный советник Фёдор Беклешов, особенно настойчиво требовал немедленной уплаты 3300 рублей по векселю, выданному отцом Давыдовых. Братья ссылались на то, что имение их заложено в Государственном банке; тогда проситель указал как на источник для удовлетворения его претензий на принадлежавшия Давыдовым села Андрейково и Кеначево в Псковском уезде и село Степановское — в Островском, чистого дохода с которых, за уплатою банку 2400 рублей, остаётся 850 рублей. После долгой переписки между братьями, служившими тогда уже в разных полках, кредитор был удовлетворён, окончательно же распутаться с долгами Давыдовым удалось лишь после Отечественной войны, когда за их заслуги были сложены, по распоряжению Александра I, все их казённые долги.
В Отечественную войну и в кампанию 1813–1814 годов Давыдов находился в рядах Кавалергардского полка и участвовал в Бородинском сражении, где командовал эскадроном, был ранен и получил орден Св. Анны 2-й степени. За сражение при Кульме 17 и 18 августа 1813 года произведён в полковники; под Фершампенуазом Давыдов командовал 2-м дивизионом и при атаке французской кавалерии участвовал во взятии четырех орудий, за что был награждён орденом Св. Георгия 4-й степени и получил прусский орден «Pour le Mérite» и баварский орден Максимилиана.
В 1818 году Давыдов был назначен флигель-адъютантом, а в следующем 6 марта — начальником штаба 6-го пехотного корпуса и в том же году переведён в Свиту Его Величества по квартирмейстерской части. В 1820 году произведён в генерал-майоры и назначен состоять при дивизионном начальнике сначала 3-й, а потом 2-й Кирасирской дивизии. Брат Денис, Ермолов и Закревский принимали большое участие в его служебной карьере и находились по этому поводу в постоянной переписке между собою; 15 октября 1821 года Ермолов писал Закревскому: «Евдоким прекрасно проводит время и малый любезный. С ним большое делают свинство, что не дают бригаду, тогда как есть многие командиры в поношение человечества». Наконец, 6 февраля 1823 года состоялось назначение его командиром 2-й бригады 3-й Кирасирской дивизии. В 1825 году он был перемещён в 1-ю бригаду 2-й Кирасирской дивизии, в 1828 году зачислен по кавалерии и, наконец, в 1834 году занял должность председателя комиссии военного суда при Московском ордонанс-гаузе. Эту должность он занимал до самой смерти, последовавшей в 1843 году от рака на языке. В последние годы жизни Давыдов неоднократно получал награды орденами и деньгами. Так, в 1836 году ему был пожалован орден Св. Станислава 2-й степени, а в следующем тот же орден 1-й степени; в 1841 году он дважды получил пособие по 1500 рублей, в 1843 году ему было назначено пособие в 600 червонцев и, кроме того, ещё 838 рублей 50 копеек.
Отличаясь живым и общительным характером, Е. В. Давыдов, как и его брат Денис, считался одним из самых блестящих остряков своего времени. Он находился в постоянной дружеской переписке с князем П. А. Вяземским, А. И. Тургеневым, А. А. Закревским и другими выдающимися деятелями эпохи; в их воспоминаниях и письмах, вместе с именем Дениса Давыдова, часто встречается и имя его менее известного брата.
Скончался от рака горла в ноябре 1843 года в Дармштадте. Могила Е. В. Давыдова находилась в Московском Покровском монастыре. Ныне на территории кладбища Покровского монастыря разбит Таганский парк.

## Награды
- Орден Святого Станислава (Российская империя) 2-й ст.
- Орден Святого Станислава (Российская империя) 1-й ст.
- Орден Святого Георгия 4-й ст.
- Орден Святого Владимира 4-й ст.
- Орден Святой Анны 2-й ст.
- Золотое оружие «За храбрость»
- Pour le Mérite
- Военный орден Максимилиана Иосифа

## Семья
Жена (с 1823) — Екатерина Николаевна Ермолова (25.05.1804—16.01.1883), дочь генерал-майора Николая Алексеевича Ермолова. По отзыву современников, мадам Давыдова была «всегда благодушна, весела и смешлива», её  любили и уважали в петербургском высшем обществе, не было ни одного человека дурно о ней отзывавшегося. Общую любовь и уважение она заслужила высокой добродетельной жизнью, прямотою своего всегда ровного характера, бесконечною добротою и редкою привязанностью к свои сыновьям, родными и друзьям. Мало выезжая на большие сборища, она почти ежедневно проводила вечер в тех домах, где была уверена найти себе партию в свой любимый копеечный ералаш. Страсть её к этой игре была чрезвычайно комична. В последние годы жизни она потеряла память, не узнавала своих знакомых, но каждый вечер продолжала сидеть за карточным столом, бросая и подбирая карты без малейшего разбора, оставаясь в полном убеждении, что продолжает играть в свой любимый ералаш. Похоронена на Никольском кладбище Александро-Невской лавры. Имели двух сыновей:
- Василий (?—1905), полковник, адъютант начальника Главного штаба, генерал-лейтенант.
- Николай (1832—1894), кавалергард, церемониймейстер и гофмейстер двора[4].